# Alvania exarata
Alvania exarata är en snäckart som beskrevs av William Stimpson 1851. Alvania exarata ingår i släktet Alvania och familjen Rissoidae. Inga underarter finns listade i Catalogue of Life.